# Айнабулак (Балкантауський сільський округ)
Айнабула́к (каз. Айнабұлақ) — село у складі Каркаралінського району Карагандинської області Казахстану. Входить до складу Балкантауського сільського округу.

## Населення
Населення — 144 особи (2021; 278 у 2009, 336 у 1999, 358 у 1989).
Національний склад станом на 1989 рік:
- казахи — 100 %.

У радянські часи село називалось також Жанажол.